# Castello di Drachenburg
Il castello di Drachenburg è un edificio costruito a foggia di castello su un rilievo chiamato Drachenfels situato nel comune di Königswinter, Renania Settentrionale-Vestfalia in Germania.
Fu costruito dal finanziere Stephan von Sarter (1833-1902), per farne la sua residenza di piacere. Nel 1986 il castello è dichiarato monumento nazionale e viene iscritto nella lista dei beni protetti.

## Storia

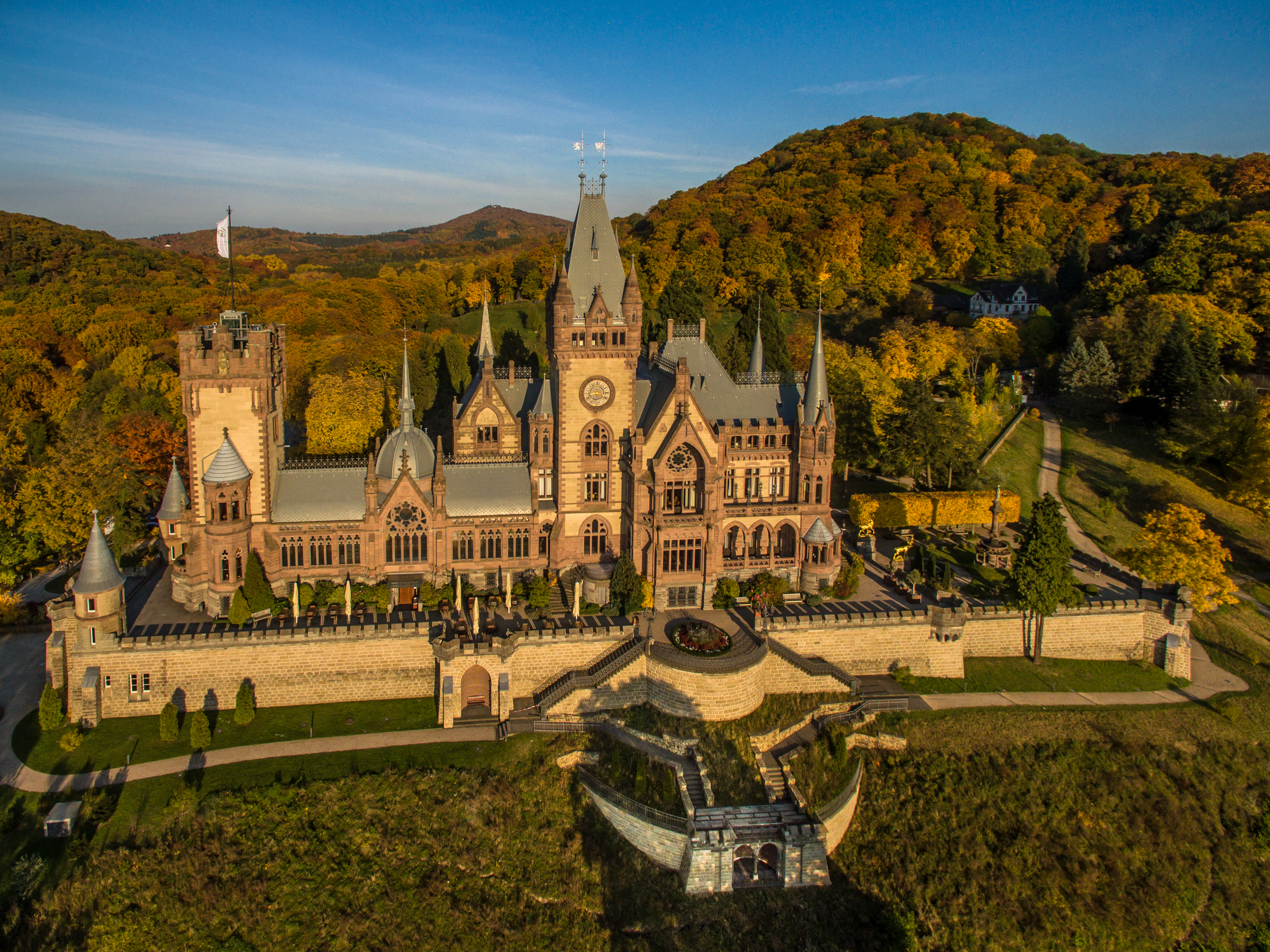
Veduta aerea frontale del castello di Drachenburg.

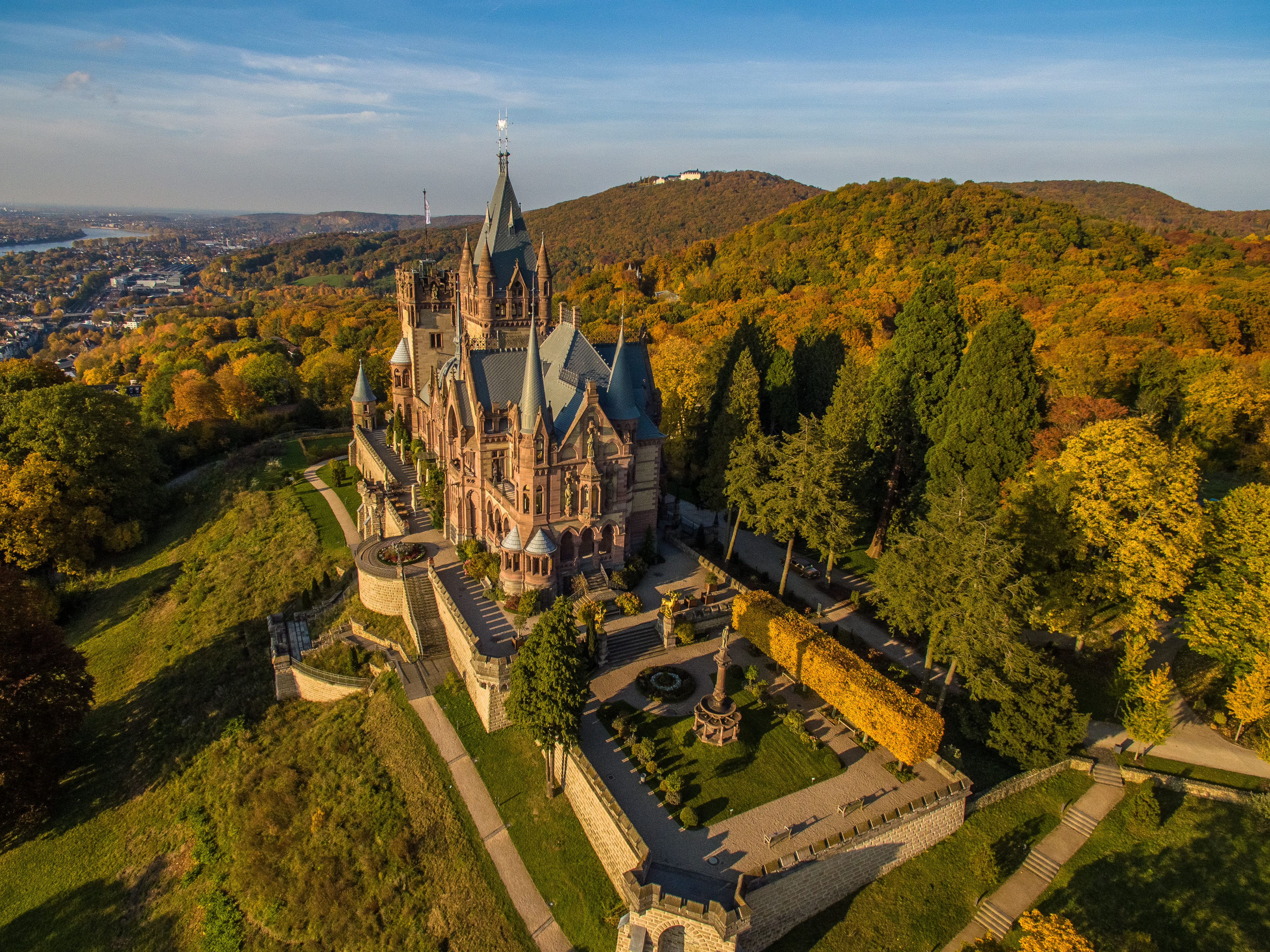
Veduta aerea laterale del castello di Drachenburg.

Il castello fu eretto per volontà del finanziere Stephan von Sarter (1833-1902). Il barone von Sarter proveniva da una famiglia della piccola borghesia di Bonn, ma aveva fatto fortuna in Francia collaborando con Ferdinand de Lesseps. La sua ascesa economica fu tale che nel 1881 decise di costruirsi presso Bonn, la sua città natale, un castello. Scelse come architetti Leo von Abbema e Bernhard Tüshaus. Questo castello fiabesco fu costruito in soli due anni ma von Sarter non vi andò mai a vivere e quando morì, senza testamento, nel 1902 il castello passò al nipote Jakob Biesenbach.
Il nipote decise di trasformare il castello in una attrazione turistica e nel 1904 fece costruire nel suo parco un hotel e un ristorante con alcune sale di ricevimento all'interno del castello. Nel 1910 Jakob Biesenbach decise di vendere la proprietà a Egbert von Simon, che incrementò ulteriormente il progetto turistico lanciando un festival teatrale. Il nuovo proprietario morì in combattimento nel 1915.
Nel 1923 Hermann Flohr acquistò il castello ad un'asta e nel 1930 lasciò l'intera proprietà a un ordine cattolico che vendette gli arredi interni. Il castello divenne un pensionato per ragazzi fino al 1938 quando, il governo nazista lo trasformò in una "scuola di politica nazionale", ossia una scuola destinata all'élite del Terzo Reich.
Alla fine della seconda guerra mondiale il castello subì gravi danni a causa dei bombardamenti. La cupola centrale della grande hall fu distrutta, come molte delle vetrate originali. Nel 1948 furono effettuati dei lavori di restauro e l'edificio divenne proprietà della Deutsche Reichsbahn e poi della Deutsche Bundesbahn fino al 1960.
Il Land della Renania Settentrionale-Vestfalia divenne proprietario del castello già nel 1953, ma fu solo nel 1986 che l'insieme del castello fu dichiarato monumento nazionale. Nel 1989 la città di Königswinter e la regione comprarono l'intera proprietà. Nel 1994 iniziarono i lavori di restauro che si conclusero solo il 3 luglio del 2010, data di riapertura del castello al pubblico.

## Curiosità
Il nome del castello deriva dal promontorio su cui fu costruito. Secondo una leggenda fu in quel luogo che il famoso eroe Sigfrido uccise un drago.